# 镇巴县
32°32′N 107°53′E / 32.533°N 107.883°E
镇巴县是中国陕西省汉中市下辖的一个县。地处大巴山西部，米仓山东段。区域总面积为3437平方公里，常住人口210871人。

## 历史
镇巴县历史悠久。
- 夏、商时属梁州域。
- 东周为楚地。
- 东汉永元七年（95年）汉和帝封平定西域名将班超为定远侯，县地为其封邑，置定远域，亦名平西域、班城。
- 三国蜀章武元年（221年）析城固县南部建南乡县，辖今镇巴、西乡两县地，县城设在归仁山，即今本县渔渡镇渔渡坝古城堡，此乃镇巴建县之始。
- 清嘉庆七年（1802年）析西乡南24地，取“汉定远侯封邑”之意置定远厅，其后，镇巴的县级行政区设置即稳定。
- 民国二年（1913年）废厅改称定远县，后3年改名镇巴县。
- 1932年，红四方面军创建川陕革命根据地，次年9月在县境南部赤南乡曾建陕南县，1935年2月红四方面军离境长征，陕南县名消失。
- 1949年12月17日镇巴和平解放，1949年12月19日镇巴县人民政府成立。

## 人口
2020年末，根據全國第七次人口普查統計數據顯示：全县常住人口为210871人。其中农业人口123136人，主要是汉族，有苗、回、维、壮等少数民族居民，是西北地区最大的苗民聚居地。

## 地理

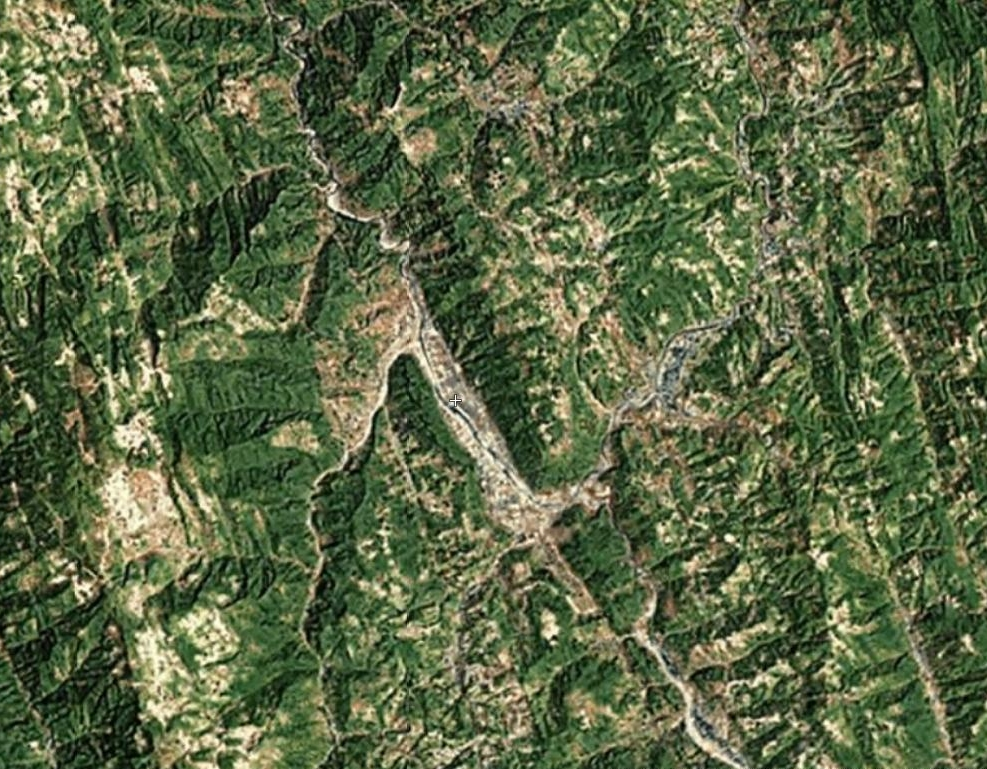
镇巴卫星地形图

镇巴县位于陕西省南端，汉中市东南隅，南接四川省万源市、通江县，被誉为陕西省“南大门”，东邻安康市紫阳县、汉阴县，西北与西乡县接壤。地势西北高、东南低，平均海拔1234米。最高箭杆山海拔2534米，最低处为巴庙镇葫芦村，海拔425米。
气候属北亚热带东南季风湿润区，大陆性较强，气温年差较大，平均气温13.8℃，无霜期236天。横跨嘉陵江、汉江两大水系，有较大河流6条，年均径流量25.5亿立方米，年均降水1250毫米。县城距西安407公里，距汉中183公里，距重庆499公里。
全县总面积3437平方公里，辖1个街道办事处、19个镇、256个村（居委），2020年总人口210871人。

## 资源
县境自然资源丰富，林特产品和中药材种类多，产量大，茶叶、香菇、木耳是本县传统产品。有耕地面积59.39万亩，其中水田面积6.68万亩。农作物水稻、玉米、小麦、马铃薯、豆类、红薯、油菜兼有；经济作物现有茶园3.5万亩，年产茶叶42万公斤，桑园1.9万亩，年产蚕茧150吨；水果2.1万亩，年产水果3700吨。盛产蒟蒻，俗称蘑芋。
境内竹木葱郁，自然景观众多，气候宜人，森林覆盖率达79.89%，有林地270万亩，其中竹林面积49.6万亩，蓄积量68.6万吨，居亚洲同类成片原始木竹林之最，有“巴山竹海”的美称。栎类分布最广，面积43.1万亩，蓄积45万立方米，其次是松、柏、桦。草场可利用面积93万亩，西镇牛、陕南白山羊是本县畜牧业优良品种，家畜饲养猪40万头/年，羊16万只/年，牛5.6万头/年。
地下矿藏资源丰富，有锰、煤、板石、硫磺、铁、石膏、碳石等25种。其中：煤炭、锰矿、板石等已开发利用。水能理论蕴藏量16.4万千瓦，可开发利用4.5万千瓦，已开发利用5179千瓦。药材资源，“秦巴无闲草”，药用植物1000多个品种，盛产中药材236种，素有“天然中药库”之称。

## 行政区划
镇巴县下辖1个街道办事处、19个镇：
泾洋街道、渔渡镇、盐场镇、观音镇、巴庙镇、兴隆镇、长岭镇、三元镇、简池镇、碾子镇、小洋镇、青水镇、赤南镇、平安镇、杨家河镇、巴山镇、黎坝镇、仁村镇、大池镇和永乐镇。

## 交通
- 210国道过境。
- 西镇高速公路

## 旅游
镇巴县毗连蜀地，远距秦川，先民祖籍多系川、楚。汉文化与巴、楚文化在此交汇。境内峰峦叠嶂，沟河纵横，竹木葱郁，物产丰富，气候凉爽，原始自然景观众多，人文历史传说独具魅力，正谓“秦南界蜀亘巴山，入境盘龙小终南。仙居似却凡间物，常留烟霭达云天”。
- 班超食邑碑，蜀汉西乡侯张飞拴马处碑、捞旗河、晒旗坝，八仙之一韩湘子修行的光头山、内外罗城，鲁班会仙桥，陈家滩至宝塔、摩崖石佛像，池洋石窟，渔渡大河口古墓石刻，大楮胡氏庄园，国家一级重点文物宋代古钟，川陕屏障赤北铁佛关遗址。
- 境内还拥有红四方面军创立川陕革命根据地众多遗址，川陕苏区青鹤观、庞家院子、赵家院子等革命文物遗址，革命烈士纪念塔。
- 白天河风景旅游区，西北独有的苗家寨，亚洲最大的巴山木竹林。
- 方继信，1948年，当选第一届国民大会代表。1949年后，赴台湾。

## 特产
镇巴腊肉：中国地理标志产品。